# بووچیشوو
بووچیشوو (به لهستانی:  Błociszewo) یک روستا در لهستان است که در گمینا شرم واقع شده‌است. بووچیشوو ۴۲۰ نفر جمعیت دارد و ۹۰ متر بالاتر از سطح دریا واقع شده‌است.